# Release the Panic
Release the Panic è il quarto album in studio del gruppo musicale statunitense Red, pubblicato nel 2013.

## Tracce
1. Release the Panic – 3:02 (Anthony Armstrong, Michael Barnes, Randy Armstrong, Joe Rickard, Jasen Rauch, Jason McArthur)
2. Perfect Life – 2:52 (A. Armstrong, Barnes, R. Armstrong, Rickard, Rauch, McArthur, Johnny Andrews)
3. Die for You – 2:47 (A. Armstrong, Barnes, R. Armstrong, Rickard, McArthur)
4. Damage – 3:42 (A. Armstrong, Barnes, R. Armstrong, Rickard, Hunter Lamb, McArthur)
5. Same Disease – 3:02 (A. Armstrong, Barnes, R. Armstrong, Rickard, McArthur, Andrews)
6. Hold Me Now – 4:01 (A. Armstrong, Barnes, R. Armstrong, Rickard, Rauch, David Hodges)
7. If We Only – 3:47 (A. Armstrong, Barnes, R. Armstrong, Rickard, Rauch, McArthur, Mark Holman)
8. So Far Away – 3:56 (A. Armstrong, Barnes, R. Armstrong, Rickard, Rauch, Andrews)
9. Glass House – 3:33 (A. Armstrong, Barnes, R. Armstrong, Rickard, Rauch, McArthur, Josh Baker)
10. The Moment We Come Alive – 3:23 (A. Armstrong, Barnes, R. Armstrong, Rickard, McArthur, Baker)

## Formazione
- Michael Barnes - voce
- Anthony Armstrong - chitarra, cori
- Randy Armstrong - basso, piano, cori
- Joe Rickard - batteria

## Classifiche
| Classifica (2013)         | Posizione raggiunta |
| ------------------------- | ------------------- |
| Stati Uniti Billboard 200 | 7                   |